# Motorhead (jeu vidéo)
Pour les articles homonymes, voir Motorhead.
Motorhead est un jeu vidéo de course développé par Digital Illusions CE et édité par Gremlin Interactive, sorti en 1998 sur Windows et PlayStation.

## Accueil
- Edge : 7/10[1]
- GameSpot : 7,9/10[2]
- IGN : 5/10[3]